# Аргиропуло, Кимон Эммануилович
Кимо́н Эммануи́лович Аргиро́пуло (24 апреля (6 мая) 1842 — 27 октября 1918, Петроград) — русский дипломат, сенатор, тайный советник.

## Биография
Окончил курс Учебного отделения восточных языков при азиатском отделении Министерства иностранных дел со званием студента (1864). 14 апреля 1864 года был определён на службу студентом к русской миссии в Константинополе. С 1868 года — исправляющий должность 3-го драгомана посольства в Константинополе (утверждён в этой должности в 1869 году).
Во время русско-турецкой войны 1877—1878 — исполняющий обязанности старшего чиновника особых поручений при Дипломатической канцелярии главнокомандующего действующей армией великого князя Николая Николаевича.
В 1878 году вернулся на должность 3-го драгомана. С 1880 года — 1-й секретарь русской миссии в Тегеране (Персия), с 1884 года — министр-резидент в Черногории. 24 марта 1885 года произведён в действительные статские советники, 13 апреля 1897 года — в тайные советники. В 1897 году назначен русским посланником в Персии. В 1902 — 1914 годах старший советник Министерства иностранных дел, с 1908 года заведовал частью текущих дел Министерства иностранных дел на правах товарища министра. 12 июня 1914 года был назначен сенатором. Похоронен на кладбище Сергиевской Пустыни по Балтийской железной дороге.
Женат не был. Сестры: Евфросинья Эммануиловна, в замужестве Данзас, и Елена Эммануиловна Аргиропуло (1853 — 28 августа 1918, Петроград).

## Награды
- Орден Святого Станислава 1-й степени (1889)
- Орден Святой Анны 1-й степени (1893)
- Орден Святого Владимира 2-й степени (1900)
- Орден Белого орла (1904)
- Орден Святого Александра Невского (15 марта 1909; бриллиантовые знаки этого ордена пожалованы 14 апреля 1914)